# Egyptsko-izraelská mírová smlouva

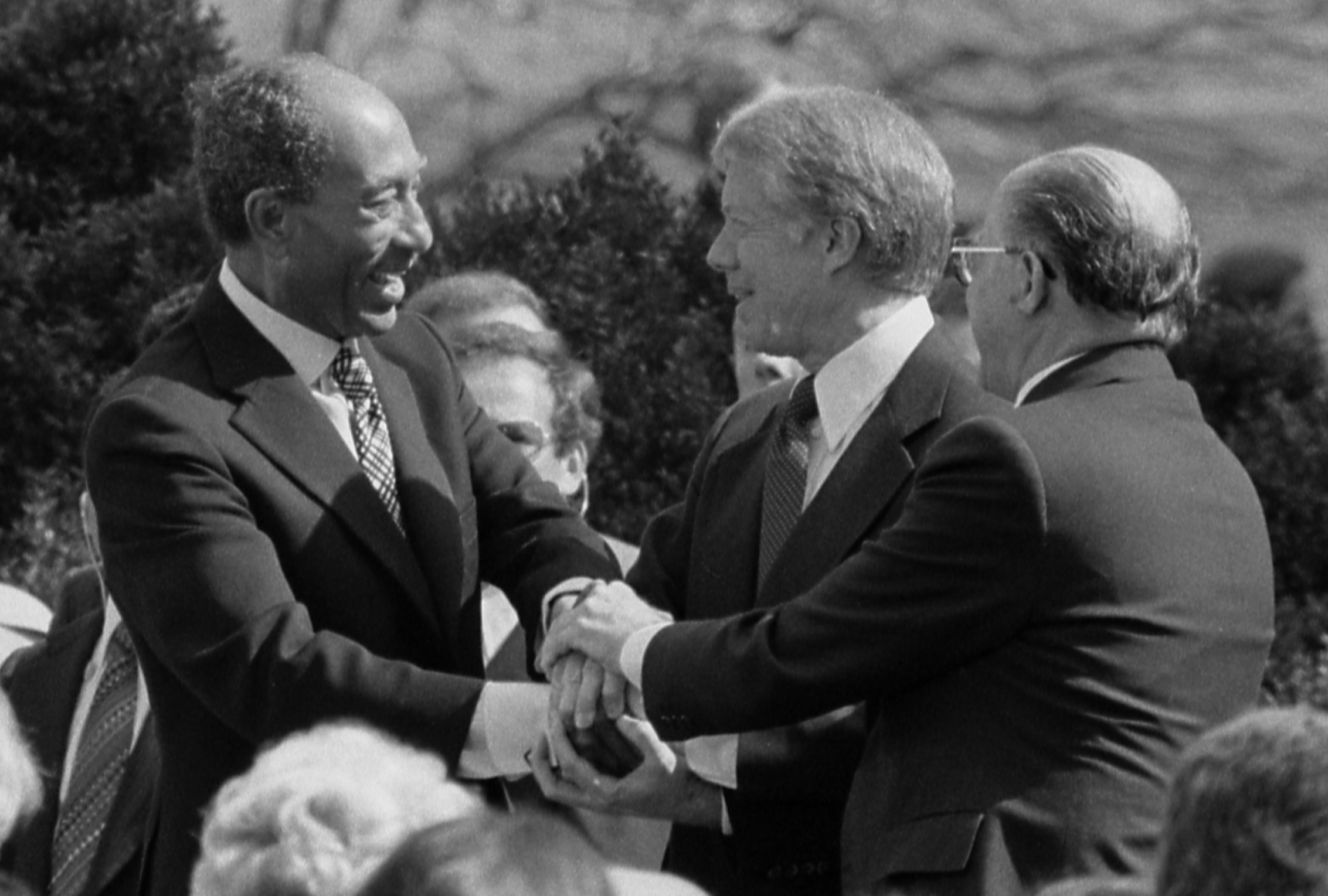
Účastníci smlouvy krátce po podpisu. Zleva: Anvar Sadat, Jimmy Carter, Menachem Begin

Egyptsko-izraelská mírová smlouva (arabsky معاهدة السلام المصرية الإسرائيلية‎; Mu'áhadat as-salám al-misríja al-isrá'ílíja; hebrejsky הסכם שלום בין ישראל למצרים‎; Heskem ha-šalom bejn Jisrael le-Micrajim) byla podepsána 26. března 1979 ve Spojených státech ve Washingtonu D.C. po podepsání Dohody z Camp Davidu (1978). Hlavním bodem smlouvy bylo vzájemné uznání obou zemí, ukončení válečného stavu, který existoval od války za nezávislost a stažení Izraele, jeho vojenských sil a civilistů ze Sinajského poloostrova, který Izrael zabral v roce 1967 během Šestidenní války. Smlouva také zajišťovala volný průjezd izraelských lodí Suezským průplavem a přiznání statusu mezinárodních vod Tiranské úžině a Akabskému zálivu.

## Význam
- Smlouva učinila z Egypta první arabskou zemi, která oficiálně uznala Izrael. Jordánsko následovalo Egypt roku 1994 podepsáním Izraelsko-jordánské mírové smlouvy.
- Mírová smlouva byla podepsána šestnáct měsíců poté, co egyptský prezident Anvar Sadat navštívil v roce 1977 Izrael po intenzivních jednáních. Ani po průlomové Dohodě z Camp Davidu nebylo jisté, že bude smlouva nakonec podepsána. Egypt byl pod silným tlakem ostatních arabských zemí, aby nepodepisoval bilaterální mírovou smlouvu. Izraelský premiér Menachem Begin odmítal jakékoliv jednání v otázce palestinské nezávislosti a autonomie.
- Ve stejný den bylo uzavřeno americko-izraelské memorandum k mírové smlouvě, ve kterém Spojené státy vyslovují závazek vůči Izraeli, že v případě porušení smlouvy bude Izraeli poskytnuta vojenská a ekonomická pomoc a o porušení budou jednat Spojené národy.